# Джорджтаун (город Вашингтон)
Джорджтаун (англ. Georgetown) — исторический район, расположенный на северо-западе г. Вашингтон, округ Колумбия, вдоль берега реки Потомак.
Основанный в 1751 году в провинции Мэриленд порт Джорджтаун на 40 лет опередил создание федерального округа и города Вашингтон. Джорджтаун оставался отдельным муниципалитетом до 1871 года, когда Конгресс Соединённых Штатов создал новое единое правительство для всего округа Колумбия. В специальном законе, принятом в 1895 году, были отменены местные акты Джорджтауна, а улицы были переименованы в соответствии с регламентом, принятым для Вашингтона.
Основные торговые коридоры Джорджтауна — это пересечение Висконсин-авеню и М-стрит, где расположены брендовые магазины, бары, рестораны и торговый центр Georgetown Park. Рестораны набережной Вашингтон-Харбор (англ. Washington Harbour) расположены на К-стрит, между 30-й и 31-й улицами.
Джорджтаун — местонахождение главного кампуса Джорджтаунского университета и многих других достопримечательностей, таких как лаборатория Александра Грэма Белла («Бюро Вольта»; англ. Volta Laboratory and Bureau) и «Старинный каменный дом» — старейшее здание в Вашингтоне.
В Джорджтануне находятся посольства Венесуэлы, Исландии, Камеруна, Косово, Лихтенштейна, Монголии, Таиланда, Украины, Франции и Швеции.

## История

### Ранний период истории
Расположенный на так называемой «Линии водопадов» Джорджтаун был самым дальним населённым пунктом вверх по течению, до которого океанские суда могли доходить по реке Потомак. В 1632 году английский торговец мехом Генри Флит задокументировал расположение на месте современного Джорджтауна селения Тохога индейцев народности накотчан и начал торговлю там. Район тогда был частью британской провинции Мэриленд.
Примерно в 1745 году шотландский торговец и землевладелец Джордж Гордон построил здание для проверки табака, переправляемого по Потомаку. На момент постройки там уже существовала фактория, специализировавшаяся на торговле табаком. Вокруг были возведены склады, причалы и другие строения, и вскоре возник небольшой посёлок. Довольно быстро Джорджтаун превратился в процветающий порт, облегчая торговлю и колониального Мэриленда.
В 1751 году законодательное собрание провинции Мэриленд разрешило покупку 60 акров земли у Гордона и Джорджа Белла по цене 280 фунтов. Землемеры закончили работу по определению границ города в феврале 1752 года.
Поскольку Джорджтаун был основан во время правления Георга II, некоторые полагают, что город был и назван в его честь. Другая теория заключается в том, что город был назван по именам своих основателей, Джорджа Гордона и Джорджа Белла.
Законодательный орган штата Мэриленд официально принял городской устав и присвоил Джорджтауну статус города (англ. town) в 1789 году. Хотя Джорджтаун так никогда и не был официально преобразован в город (англ. city), позднее он упоминался как «город Джорджтаун» (англ. City of Georgetown) в нескольких законах США, принятых в XIX веке. В 1790 году один из первых местных торговцев табаком Роберт Питер стал первым мэром Джорджтауна.
Полковник Джон Битти построил первое культовое сооружение в Джорджтауне — им стала лютеранская церковь на Хай-стрит. В 1784 году Стивен Блумер Бэлч основал пресвитерианскую церковь. В 1795 году была построена Католическая церковь Троицы вместе с приходской школой. Строительство епископальной церкви св. Иоанна началось в 1797 году, но было приостановлено по финансовым причинам до 1803 года, и церковь была освящена только в 1809 году.
Среди первых финансовых учреждений Джорджтауна — Банк фермеров и механизаторов (англ. Farmers and Mechanics Bank), который был основан в 1814 году, а также Вашингтонский банк (англ. Bank of Washington), Патриотический банк (англ. Patriotic Bank), Банк Метрополиса (англ. Bank of the Metropolis), Банк Союза (англ. Union Bank) и Центральный банк Джорджтауна (англ. Central Bank of Georgetown).
В Джорджтауне выходило несколько газет. Republican Weekly Ledger — первая городская газета, учреждённая в 1790 году. The Sentinel издавалась с 1796 года Green, English & Co. Чарльз С. Фултон выпускал Potomac Advocate, основанную Томасом Тернером. Также в городе выпускались газеты Georgetown Courier и Federal Republican. 16 февраля 1790 года первым городским почтмейстером был назначен Уильям Б. Магрудер. В 1795 году на Уотер-стрит была создана таможня, а за сбор пошлин в порту назначили отвечать генерала Джеймса М. Лингана.
В 1790-х годах открылись City Tavern, Union Tavern и Columbian Inn, ставшие популярными в XIX веке питейными заведениями. Из этих таверн в настоящее время сохранилась только «Городская таверна» на углу Висконсин-Авеню и М-стрит, превращённая в частный клуб (англ. City Tavern Club).

### Создание столицы США
Джордж Вашингтон часто бывал в Джорджтауне, в том числе посещал и таверну Сатера (англ. Suter's Tavern), где готовил множество договоров выкупа земель для нового столичного города. Ключевую роль в этих сделках сыграл местный торговец Бенджамин Стоддерт, переехавший в Джорджтаун в 1783 году. Ранее он занимал пост секретаря Военного совета, созданного в соответствии со Статьями Конфедерации. 
28 марта 1791 года Стоддерт и другие землевладельцы договорились о передаче земли федеральному правительству на обеде в доме генерала Юрайя Форреста в Джорджтауне. Стоддерт купил землю в границах федерального округа, частично по просьбе Вашингтона для государственных нужд, а частично — для перепродажи. Он также приобрёл ценные бумаги федерального правительства, выпущенные по плану выплаты долгов, разработанному Александром Гамильтоном. Однако спекулятивные сделки не принесли прибыли и создали Стоддерту много проблем при назначении на пост министра военно-морских сил в администрации Джона Адамса. Стоддерта выручил тогда бизнесмен Уильям Марбери, также житель Джорджтауна, ставший более известным как истец в деле Марбери против Мэдисона. В Доме Форреста-Марбери на М-стрит в настоящее время находится посольство Украины.
После создания федеральной столицы Джорджтаун стал независимым муниципалитетом в пределах округа Колумбия, наряду с городом Вашингтоном, Алекзандрией и учреждёнными тогда же округом Вашингтон и округом Алекзандрия (ныне округ Арлингтон, штат Вирджиния).

### Джорджтаун в XIX веке
К 1820-м годам дно реки Потомак покрылось илом, и она перестала быть судоходной до Джорджтауна. В июле 1828 года началось строительство канала «Чесапик — Огайо», который связал Джорджтаун с Харперс-Ферри. Но вскоре канал вступил в конкурентную борьбу с железной дорогой «Балтимор-Огайо», и его строительство до Камберленда завершилось лишь через 8 лет после прокладки более скоростной железной дороги, а затраты составили более 77 млн долларов. Канал так и не вышел на окупаемость. С начала навигации по декабрь 1876 года администрация канала заработала 35 млн долларов и потратила столько же.
Тем не менее, канал обеспечил экономический подъём Джорджтауна. В 1820-х и 1830-х годах Джорджтаун был важным центром судоходства. Табак и другие товары перемещались по каналу до судоходной части Потомака. Кроме того, этим путём из Европы импортировали соль, а из Вест-Индии — сахар и патоку. Судоходство было позднее вытеснено угольной и мукомольной промышленностью, процветавшим благодаря тому же каналу, который обеспечивал их дешёвой электроэнергией.
В 1862 году Вашингтонская и Джорджтаунская железнодорожная компания (англ. Washington and Georgetown Railroad Company) открыла маршрут конки между М-стрит в Джорджтауне и Пенсильвания-авеню в Вашингтоне, что облегчило сообщение между этими двумя населёнными пунктами.
Муниципальные органы власти Джорджтауна и Вашингтона были официально упразднены Конгрессом 1 июня 1871 года, после чего их полномочия были переданы округу Колумбия. В 1895 году улицы в Джорджтауне были переименованы в соответствии с правилами, которые используются в Вашингтоне.
К концу XIX века мукомольная промышленность и другие отрасли в Джорджтауне пришли в упадок, отчасти из-за того, что каналы и другие водные пути постоянно загрязнялись илом. Натаниэл Миклер и С. Т. Аберт возглавили усилия по дноуглублению каналов и удалению камней в районе гавани Джорджтауна (англ. Georgetown Harbor), хотя это были временные решения, а Конгресс проявил мало интереса к этому вопросу. В 1890 году наводнение и расширение железных дорог привело к проблемам с использованием канала «Чесапик — Огайо». Набережная Джорджтауна с примыкающими узкими переулками стала превращаться из портовой зоны в смешанный район складов и жилых домов, в которых не было водопровода и электричества. Судоходство в период между Гражданской войной и Первой мировой войной практически прекратилось. Многие старые дома той эпохи сохранились относительно без изменений.

### XX век
В 1915 году был открыт мост Баффало (англ. Buffalo Bridge) на Q-стрит, который соединил эту часть Джорджтауна с остальной частью города к востоку от парка Рок-Крик (англ. Rock Creek Park). Открытие моста дало толчок строительству больших жилых домов на окраине Джорджтауна. В начале 1920-х годов Джон Илдер возглавил усилия по использованию новых законов о зонировании для введения ограничений на строительство в Джорджтауне. В исследовании Хорейшо Пизли и Allied Architects, проведённом в 1933 году, были изложены идеи сохранения исторического облика Джорджтауна.
Канал «Чесапик — Огайо», на тот момент принадлежавший железнодорожной компании Балтимор и Огайо, официально закрылся для навигации в марте 1924 года. После сильного наводнения в 1936 году компания продала канал Службе национальных парков (в октябре 1938 года). В первой половине XX века территория, примыкающая к каналу, сохранила промышленный характер. В Джорджтауне работали склад пиломатериалов, цементный завод, мельницы Вашингтонского мукомольного завода, мясокомбинат, мусоросжигатели, электростанция, снабжавшая трамвайную линию (находилась у Висконсин-авеню, закрылась в 1935 и была снесена в октябре 1968 года). В 1949 году в городе было построено Уайтхёрстское шоссе (англ. Whitehurst Freeway), проходившее по эстакаде над К-Стрит для объезда Джорджтауна по дороге в центр Вашингтона.
В 1950 году был принят закон № 808 (англ. Public Law 808), создавший исторический район «Старый Джорджтаун» (англ. Old Georgetown). В соответствии с законом любое изменение, снос или строительство зданий в этом районе требуют согласования с Комиссией по изящным искусствам Соединённых Штатов (англ. United States Commission of Fine Arts).
В 1967 году исторический район Джорджтаун (англ. Georgetown Historic District) был включён в Национальный реестр исторических мест США.

### XXI век
Джорджтаун — местожительство многих политиков и лоббистов. Прибрежный район Джорджтауна (англ. Georgetown Waterfront) подвергся крупной реновации в 2003 году. Здесь расположены отели сетей Ritz-Carlton и Four Seasons. В самом популярном торговом районе Джорджтауна — множество специализированных магазинов и модных бутиков.

## Географическое положение
Джорджтаун ограничен рекой Потомак на юге, Рок-Крик (англ. Rock Creek) на востоке, районами Бёрлит (англ. Burleith), Гловер-парк (англ. Glover Park) и Обсерватори-Сёркл (англ. Observatory Circle) на севере. Джорджтаунский университет расположен в западной части района.
Большая часть Джорджтауна окружена парками, которые и служат своего рода буфером, ограждающим от расширения застройки, и используются в рекреационных целях. Парк Рок-Крик, кладбище Оук-Хилл (англ. Oak Hill Cemetery), парки Монтроуз (англ. Montrose Park) и Дамбартон-Оукс (англ. Dumbarton Oaks) расположены вдоль северной и восточной окраин Джорджтауна, к востоку от Висконсин-авеню.
Район расположен на холмах с видами на Потомак. У улиц, идущих с севера на юг, довольно крутой уклон. Ставшая знаменитой благодаря фильму ужасов «Изгоняющий дьявола» (1973), «Лестница экзорциста» (англ. Exorcist steps) соединяет М-стрит и Проспект-стрит.
Основными торговыми коридорами Джорджтауна являются М-стрит и Висконсин-авеню, магазины на которых привлекают большой поток туристов и местных жителей. На К-стрит находится торгово-развлекательный комплекс Вашингтон-Харбор, из баров и ресторанов которого можно наблюдать за лодочными регатами. Исторический канал «Чесапик — Огайо» находится между М-стрит и К-стрит. По каналу в настоящее время курсируют только туристические суда; набережные популярны как место для бега и прогулок.

## Афроамериканская история
В 50-х годах XIX века в Джорджтауне было довольно большое афроамериканское население, в том числе рабы и свободные люди. Рабский труд широко использовался при строительстве новых зданий в Вашингтоне, на табачных плантациях в Мэриленде и Вирджинии. Торговля рабами в Джорджтауне началась в 1760 году, когда Джон Битти основал свой бизнес на О-стрит и в районе Висконсин-авеню. Другой невольничий рынок (англ. pen) находился в таверне Маккендлесс (англ. McCandless' Tavern) рядом с M-стрит. Работорговля продолжалась до 1850 года, когда её запретили на местном уровне в контексте Компромисса 1850 года. Конгресс отменил владение рабами во всем округе Колумбия 16 апреля 1862 года, который ежегодно отмечается сегодня как День освобождения (англ. Emancipation Day). После Гражданской войны многие афроамериканцы переехали в Джорджтаун, со временем создав здесь процветающую общину.
В конце XVIII века и в XIX веке афроамериканцы составляли значительную часть населения Джорджтауна. По данным переписи 1800 года, население Джорджтауна составило 5120 человек, в том числе 1449 рабов и 227 свободных чернокожих. Памятником истории той эпохи является Объединённая методистская церковь «на горе Сион» (англ. Mount Zion United Methodist Church) — старейшая афроамериканская община в Вашингтоне. До основания церкви свободные чернокожие и рабы посещали методистскую церковь Дамбартон (англ. Dumbarton Methodist Church), где они имели право находиться только на переполненном людьми балконе. Первоначально церковь располагалась в небольшом кирпичном молельном доме на 27-й улице, который был уничтожен пожаром в 1880-х годах. Церковь была перестроена на нынешнем месте. Кладбище Маунт-Зайон (англ. Mount Zion Cemetery) предлагало бесплатные захоронения. После Гражданской войны «население Джорджтауна выросло до 17 300 человек, половину из которых составляли неимущие негры».

## Образование

### Начальное и среднее образование
Концентрация состоятельных жителей в Джорджтауне привела к появлению большого числа частных подготовительных школ. Одной из первых таких школ была академия Коламбиан (англ. Columbian Academy) на Н-стрит, основанная в 1781 году священником Стивеном Балчем, который стал её директором.
Среди престижных частных школ, работающих в настоящее время, — Джорджтаунская подготовительная школа (англ. Georgetown Visitation Preparatory School), Джорджтаунская дневная школа (англ. Georgetown Day School) и др.
Среди государственных школ округа Колумбия — начальная школа Хайд-Аддисон (англ. Hyde-Addison Elementary School) на О-стрит., Средняя школа Харди (англ. Hardy Middle School) и Средняя школа Уилсона (англ. Wilson High School), Гуманитарная школа имени Дюка Эллингтона (англ. Duke Ellington School of the Arts).

### Джорджтаунский университет
Главный кампус Джорджтаунского университета расположен на западной окраине Джорджтауна. Отец Джон Кэрролл основал Джорджтаунский университет как частный университет иезуитов в 1789 году.
Площадь главного кампуса — более 41 га. Здесь находятся 58 зданий, в том числе студенческие общежития, способные вместить 80 % студентов, спортивные сооружения и медицинский факультет. Большинство зданий построены в стиле коллегиальной готики и георгианском стиле. Здесь же находятся фонтаны, кладбище, цветники и рощи. Главный кампус традиционно сосредоточен на т. н. "четырёхугольнике "Дальгрена (англ. Dahlgren Quadrangle), хотя центром студенческой жизни является т. н. «Красная площадь», Ред-скуэр (англ. Red Square). Хили-холл, построенный во фламандском романском стиле (1877—1879) — архитектурная жемчужина кампуса и национальный исторический памятник.

### Публичные библиотеки
Джорджтаунская районная библиотека (англ. Georgetown Neighborhood Library), открытая в 1935 году, входит в состав Публичной библиотеки округа Колумбия (англ. District of Columbia Public Library). Ранее существовавшая публичная библиотека на О-стрит была создана на средства Джорджа Пибоди в 1867 году. В начале 1930-х годов был учреждён библиотечный комитет, призванный содействовать созданию нового филиала публичной библиотеки в Джорджтауне.
Здание было серьёзно повреждено в результате пожара 30 апреля 2007 года и подверглось реконструкции и расширению, обошедшимся в 17,9 млн долларов. Здание было вновь открыто для посетителей 18 октября 2010 года. В недавно построенном третьем этаже находятся коллекции первоначальной библиотеки Пибоди и центр исследований истории Джорджтауна.

## Транспортное сообщение
Транспортная значимость Джорджтауна была предопределена его местоположением чуть ниже «Линии водопадов» реки Потомак. Мост Акведук (англ. Aqueduct Bridge, Alexandria Aqueduct; 1843—1923), а позже и мост Фрэнсиса Скотта Ки (англ. Francis Scott Key Bridge; 1923) соединили Джорджтаун со штатом Вирджиния. До того, как был построен мост Акведук (который рухнул через 10 лет после закрытия, в 1933 году), эту роль выполняла паромная переправа, принадлежавшая Джону Мейсону. В 1788 году был построен мост через Рок-Крик, соединивший Бридж-стрит (М-стрит) с «федеральным городом». 
Через Джорджтаун были проложены два важных искусственных канала — «Алекзандрия» (англ. Alexandria Canal) и «Чесапик — Огайо» (навигация была открыта до 1924 года). Старейший мост города, построенный из песчаника в 1831, ведёт по Висконсин-авеню через канал «Чесапик — Огайо»; был вновь открыт для движения 16 мая 2007 года, после реставрации. Это единственный оставшийся из пяти мостов, построенных в Джорджтауне компанией Chesapeake & Ohio Canal.
В Джорджтауне действовало несколько трамвайных линий и внутригородских пассажирских железных дорог. Вокзал находился перед каменной стеной на Канал-роуд (в настоящее там расположена АЗС). Четыре пригородных линии соединяли Джорджтаун с населёнными пунктами Вирджинии. Трамвайные линии в Вашингтоне были закрыты 28 января 1962 года. Железная дорога «Балтимор — Огайо» построила 11-мильную железнодорожную ветку от Силвер-Спринг до Уотер-стрит в Джорджтауне, по которой до 1985 года возили уголь. С тех пор заброшенный путь был преобразован в пешеходный туристический маршрут.
В Джорджтауне нет станций Вашингтонского метрополитена. Это связано как с возражениями части местных жителей, так и с техническими проблемами (слишком крутой уклон берега реки Потомак, под которой надо было бы построить тоннель, к центру Джорджтауна). В районе мало квартир, офисных зданий, мест для парковки автомобилей. Три станции метро расположены примерно в 1,5 км от центра Джорджтауна: Росслин (в Арлингтоне), Фогги-Боттом — Джи-Дабл-ю-Ю и Дюпон-Сёркл. Джорджтаун обслуживается автобусными маршрутами 30-series, D-Series и G2 Metrobus, а также DC Circulator. В Джорджтауне распространён прокат скутеров.

## Исторические достопримечательности
Весь район Джорджтаун — Национальный исторический памятник США (с 1967 года); здесь много архитектурных памятников колониального и федерального периодов.
В Джорджтауне немало разнообразных исторических достопримечательностей, в том числе:
- Канал-стрит-билдинг (англ. Canal Square Building), 31-я улица, д. 1054, NW, бывший офис Tabulating Machine Company, прямой предшественницы IBM[56][57] .
- Клуб «Городская таверна» (англ. City Tavern Club), построенный в 1796 году, старейшее коммерческое сооружение в Вашингтоне.
- Канал «Чесапик — Огайо».
- Дамбартон-Оукс, бывший дом вице-президента США Джона К. Кэлхуна, где в 1944 году проходила международная конференция, подготовившая создание ООН.
- Особняк Эвермей (англ. Evermay) 1801 года постройки, отреставрированный Ф. Ламмотом Белином[34]
- Дом Форреста-Марбери (англ. Forrest-Marbury House), М-стрит, д. 3350, NW, где Джордж Вашингтон организовывал приобретение земель под создание округа Колумбия . В настоящее время — Посольство Украины.
- Джорджтаунская Лютеранская церковь (англ. Georgetown Lutheran Church) первая в городе церковь; построена в 1769 году. Нынешнее здание церкви, четвёртое по счёту на этом месте, сооружено в 1914 году[58] .
- Джорджтаунская Пресвитерианская церковь (англ. Georgetown Presbyterian Church) на P-стрит; построена в 1881 году. Основана в 1780 году преподобным Стивеном Блумером Балчем. Ранее находилась на Бридж-стрит (М-стрит)[59] .
- Объединённая методистская церковь «на горе Сион» и кладбище Маунт-Зайон[35] .
- Кладбище Оук-Хилл (англ. Oak Hill Cemetery), созданное на средства банкира и филантропа Уильяма Уилсона Коркорана (1798—1888). Часовня и ворота в неоготическом стиле сделаны по проекту Джеймсом Ренуика. Здесь похоронены многие известные люди, в том числе Уилли, третий сын Авраама Линкольна, госсекретарь Дин Ачесон и др.[60]
- Старинный каменный дом на М-стрит, построенный в 1765 году, — самое старое здание в Вашингтоне, округ Колумбия[61]
- Особняки Тюдор-плейс (англ. Tudor Place)[62] и Дамбартон-корт (англ. Dumbarton Court)[63]

## Известные жители
- В Джорджтауне, на М-стрит, жил Фрэнсис Скотт Ки, прибывший сюда в 1808 году, будучи молодым адвокатом. Доктор Уильям Бинс, родственник Ки, захватил в плен арьергард британской армии, которая подожгла Вашингтон во время анло-американской войны. После отступления британцы отбили своих пленных и взяли доктора Бинса в плен около Балтимора. Ки обратился к ним с просьбой об освобождении Бина, которого держали в плену до завершения обстрела форта Мак-Генри,.Эти события вдохновили его на написание текста гимна США.
- Первый коммутатор Александра Грэма Белла для Bell System находился недалеко от канала; здание по сей день используется в качестве телефонной станции. Из-за многочисленных судебных тяжб по патентным делам Белл переехал в Джорджтаун, а позднее создал там Лабораторию Вольта[64] .
- В 1950-х годах Джон Ф. Кеннеди жил в Джорджтауне, будучи конгрессменом и сенатором. Дом Кеннеди был известен вечеринками, которые собирала его жена Джеки. Из своего таунхауса на N-стрит Кеннеди отправился на президентскую инаугурацию в январе 1961 года.
- В 1964—1983 гг. лауреат Пулитцеровской премии Герман Воук жил в Джорджтауне и был прихожанином местной синагоги, Конгрегация Кешер Исраэль (англ. Kesher Israel Congregation). В своём джорджтаунском доме писатель готовил материалы и писал два своих романа о Второй мировой войне, The Winds of War (1971) и War and Remembrance (1978)[65] .
- Голливудская актриса Элизабет Тейлор жила в Джорджтауне, когда была замужем за сенатором Джоном Уорнером (в 1970-х и начале 1980-х годов)[66] . Первое крупное сценическое выступление Тейлор в «Маленьких лисах» Лилиан Хеллман состоялось неподалёку в Центре исполнительских искусств им. Кеннеди[67] .
- Первый дом Джулии Чайлд расположен на Олив-стрит. Чайлд и её муж Пол купили дом на Олив-стрит в 1948 году, хотя вскоре переехали во Францию. В 1956 году они вернулись в Джорджтаун и жили в доме до 1959 года[68] .
- В начале XIX в после в Джорджтауне жил Яроу Мамут. Он провёл в рабстве 44 года, а после освобождения стал финансистом[69].

Среди знаменитостей, в настоящее время живущих в Джорджтауне:
- Бывшие госсекретари США Джон Керри и Мадлен Олбрайт.
- Боб Вудворд, журналист и писатель, раскрывший вместе со своим коллегой обстоятельства Уотергейтского скандала.
- Сенатор США от штата Монтана Макс Бокус.
- Бывший директор ФБР Роберт Мюллер.

## Джорджтаун в кинематографе
В Джорджтауне были сняты многие фильмы:
- Топаз (1969)
- Изгоняющий дьявола (1973)
- Огни святого Эльма (1985)
- Нет выхода (1987)
- Человек в одном красном ботинке (1985)
- Шансы есть (1989)
- Изгоняющий дьявола 3 (1990)
- Патруль времени (1994)
- Правдивая ложь (1994)
- Дэйв (1993)
- Шакал (1997)
- Враг государства (1998)
- Подруги президента[англ.] (1999)
- Выскочка (1999)
- Шпионские игры (2001)
- Особое мнение (2002)
- Рекрут (2003)
- Соседка (2004)
- Незваные гости (2005)
- Трансформеры (2007).
- После прочтения сжечь (2008)
- Западное крыло (часть сцен телесериала).